# عارف الزياني
عارف الزياني (1960 - 2024) مغني وملحن ومنتج بحريني.

## حياته ومشواره الفني
ولد عارف عيسي عبدالوهاب الزياني عام 1960 في مملكة البحرين وتحديدا في مدينة المحرق (فريج الزيياينة) ، وبدأ مشواره منتصف الثمانينات من القرن العشرين حيث أطلق عدة أغنيات تلتها ألبومات غنائية لحن بعضاً منها. اشتهر بعزفه على العود، وارتبط اسمه في عام 1995 بالمطربة الإماراتية أحلام الشامسي، وحقق معها نجاحات كبيرة، ويتم استذكارها من الجمهور بالرغم من انقطاع التعاون بينهما بعد ألبوم “أحسن”، في أغنية “لك عيوني”. لكن أشهر الألحان التي منحها لها “والله أحتاجك أنا”، و”تدري ليش”، و”مثير”، و”لعلمك بس”، و”ألا يا طير”، و”طبيعي”، وغيرها كثير، بالإضافة إلى اكتشافه صوت المطربة البحرينية هند،  ومساعدتها لها في الألبوم الأول بعدد من الألحان.

### ابتعاده عن الساحة الفنية
ابتعد عن الوسط الفني موضحا بأنه أُبعد خلسة بفعل توجهات المطربين الجديدة، وانسياقهم نحو الأغاني التجارية، فهو لا يلحن هذه النوعية من الأغاني، التي تجعل للمادة أولوية، فقد أصبحت هي المُسيرة لشؤون الفن والفنانين، دونما اهتمام بالكلمة الجميلة واللحن الأصيل.
آخر ألبوماته كانت عام 2002 بعد غياب دام ست سنوات عن الساحة بعنوان شئون2002 من إنتاج شركة فنون الإمارات.

### مشاركته كعضو لجنة تحكيم
عام 2005 كان عضواً من أعضاء لجنة التحكيم في برنامج نجوم الخليج في دورته الأولى، الذي عرض على قناة نجوم، وتُوج بلقبه المشترك البحريني سلمان حميد.

## ألبومات
- 1985: عاشق طير، من إنتاج فنون الجزيرة.
- 1985: سحرت الناس، من إنتاج مؤسسة قطرنا للإعلام.
- 1986: حرام يا سنين، من إنتاج مؤسسة قطرنا للإعلام.
- 1987: «طيف الشتا»، من إنتاج شركة النظائر.
- 1988: البنفسج، من إنتاج شركة النظائر
- 1989: عارف الزياني:فنون الجزيرة[5]
- زيانيات:فنون الإمارات
- 1993: «حرب وسلام» من إنتاج فنون الإمارات
- 1994: «نظرتك» من إنتاج فنون الإمارات
- 1995: «ما أصدق» من إنتاج فنون الإمارات
- 2002: شؤون:فنون الإمارات

## أشهر الأغنيات
- البارحه
- انا عاشق
- خلصت الكلام
- ذا نسيم
- رنه وتر
- سنمار
- صرت تتوسل
- علموه
- قصه هوانا
- قلبي يحبك
- لاتشره
- لالن اموت
- لي حبيب
- ما اصدق
- منهو غيري
- مهما تحب
- مولع دلع
- نظرتك
- واصل حبيبي
- يا بنفسج
- يامعلمي
- يامن سلب
- يطرب فؤادي

## أبرز النجوم الذين تعاملوا معه
- خالد الشيخ
- أحلام الشامسي
- هند البحرينية
- فاطمة زهرة العين
- رباب العراقية

## الوفاة
توفي يوم الجمعة 9 فبراير 2024م.